# Jarabe de Palo
Jarabe de Palo es un grupo de rock de España formado en 1995. Estuvo liderado por el cantante, compositor y guitarrista Pau Donés hasta su fallecimiento el 9 de junio de 2020. Tuvo gran éxito a finales de los años 1990 y la década de los años 2000.

## Historia
Pau Donés trabajó en varios grupos antes de poder llevar a cabo su proyecto Jarabe de Palo. Empezó su historia musical a los 15 años junto con su hermano Marc, con quien formó un grupo llamado J.& Co. Band y posteriormente otro llamado Dentaduras Postizas. Durante este período combinaba sus actuaciones musicales en locales de Barcelona con un trabajo en una agencia de publicidad.
El éxito se le presentó tras un viaje a Cuba, donde le llegó la inspiración que le llevó a escribir la canción La Flaca, la cual dio título a su primer disco en 1996. Su primer tema se hace famoso un año más tarde, gracias a un anuncio publicitario, y llevó al disco a vender millones de copias en varios países.
Tras este éxito en un primer disco, Pau buscaba demostrar que el grupo no era un One-hit wonder (grupo de un solo éxito), y con esta idea se lanzó Depende (1998), producido por Joe Dworniak (conocido en España por su trabajo con Radio Futura) en los estudios Moody de Londres durante dos meses. Este disco contó con colaboraciones como Ketama y continuó con una lírica irónica que consiguió conectar con parte del público hispano e incluso llegar al público italiano.
En 2001, publicaron De vuelta y vuelta, su disco más conceptual. Muestra un cambio en la banda con el primer videoclip del álbum, en el que Pau aparece afeitándose la cabeza, desprendiéndose de su característica melena. Para este disco se contó con colaboraciones como las de Antonio Vega, Jovanotti, Vico C y Celia Cruz.
En el 2003, la banda pretendió mostrar una vuelta a canciones más vitalistas y positivas con Bonito, con participaciones como la de Mártires del Compás, la cantante Elena Andújar y el italiano Jovanotti.
En otoño de 2004, se anunció la gira de presentación de su siguiente obra 1 m2 (un metro cuadrado) con la participación de artistas como Jorge Drexler, Lucrecia o Chrissie Hynde (The Pretenders).
El grupo presentó a principios de 2007 su siguiente álbum, titulado Adelantando. En este álbum contaron con la colaboración de La Shica y Carlos Tarque.
A mediados de 2008, Jarabe de Palo abrió su propia compañía discográfica llamada la Tronco Records. Arrancó este nuevo proyecto con el sencillo "Mucho más, mucho mejor", de venta en exclusiva en internet, a través de su web Jarabe de palo y demás tiendas digitales. Ya en 2009, cambió el antiguo nombre de "Jarabe de Palo" por "Jarabedepalo" y fruto del éxito obtenido con el "Reciclando Tour", lanzó el 1 de marzo de 2009 y bajo el título de Orquesta Reciclando el primer libro-disco de la banda, 15 nuevas canciones, versiones de sus temas más populares, y su nueva canción "Mucho más, mucho mejor". En cuanto a los conciertos en vivo, Jarabe de palo siguió con el Reciclando Tour, pero renovado y adaptado para grandes escenarios, en España, América y Europa.
El grupo fue candidato a dos Grammys latinos: Mejor Álbum Pop y Mejor Ingeniería de grabación. Orquesta Reciclando ganó el Grammy Latino a la Mejor Ingeniera de Grabación para un Álbum.
En el año 2010, el grupo grabó un nuevo sencillo, "A Glonendo", una nueva versión de "Depende" pero con aires africanos, con los alumnos del Conservatorio de Música de Bamako (Malí). El sencillo se puede conseguir en iTunes. Todos los beneficios musicales que fueron recaudados se destinaron a la ONG Voces.
El 1 de marzo de 2011, Jarabe de palo lanzó ¿Y ahora qué hacemos?, su octavo disco y el proyecto más roquero y cañero, en el que participan invitados célebres: Joaquín Sabina, Alejandro Sanz, Antonio Orozco y Carlos Tarque de M Clan. La gira de presentación arrancó el 23 de febrero en el Teatro Coliseum de Madrid y sigue por Barcelona, Sevilla, Valencia, Bilbao, Zaragoza y Vigo en España. El 9 de abril en el Festival Vive Latino de México D.F. y junto con Shakira en "The Pop Festival" en Guadalajara (México) el 5 de abril, en Monterrey el 7 de abril y en el Hard Rock Café Santo Domingo (Rep. Dominicana) el 16 de abril. El 26 de mayo realizó su primer concierto por internet en directo, a través de la plataforma de conciertos on-live eMe.{}
En verano de 2011, Jarabe de palo llevó su ¿Y ahora qué hacemos? a Estados Unidos, con una lleno absoluto en el Central Park de Nueva York y sonados llenos en Washington, San Diego, Los Ángeles y de nuevo en Nueva York en el Highline. La gran demanda de directo por el público mexicano les hizo regresar y se agotaron todas las localidades para el Teatro Metropolitan y el Voila Antara. La gira siguió por España en Vitoria, Ávila, Asturias, Tenerife, Figueras y Logroño.
El 14 de septiembre, la Academia Latina anunció que el álbum de Jarabe de palo ¿Y ahora qué hacemos? era candidato al Mejor Álbum Rock en los Grammy Latinos 2011. Fue la 12.ª candidatura que recibió este grupo en sus 16 años de historia, en los Grammy Latinos. 6 de estas categorías han sido al Mejor Álbum, una de las categorías más importantes de estos premios.
En la primavera de 2012, Jarabe de palo participó con el grupo superventas italiano "MODÀ" en el sencillo "Come un pittore" que en pocas semanas alcanza el número 1 en ventas y emisiones en radio, así como más de 8 millones de visitas en YouTube, Jarabe de palo participa en varios grandes conciertos en Italia invitado por Modà: Verona, Torino, etc. En septiembre de 2012 realiza gira en Italia en las principales ciudades. En verano 2012 compaginando su gira española, el grupo se presentará en los más importantes festivales de Europa como el Nuits Du Sud de Francia, y llegan a Hamburgo, Núremberg, Darmstadt, Coblenza, Friburgo, etc. En octubre el grupo regresa a Estados Unidos: San Francisco, Los Ángeles, Santa Ana, San Diego, Phoenix, Miami, Puerto Rico, Nueva York, Washington y Charlotte y en noviembre continuaron su gira americana visitando: México, Colombia, Perú, Chile, Uruguay, República Dominicana, Argentina, etc.
Después de casi 80 conciertos, en 2012, Jarabe de Palo terminó el año en España actuando en Barcelona y Madrid. En 2013, inició una gira "Conciertos a Piano y Voz", las canciones de amor más conocidas de la carrera de Jarabe de palo interpretadas "a pelo", junto al pianista Jaime Burgos y acompañada con una escenografía sobria y video proyecciones que permitían interactuar a Carlos Tarque (M-Clan) recitando sus propios poemas. La gira arrancó en España el 22 de marzo en Ermua, pasando por el Festival Barna Sants y continuó su presentación en abril y mayo, por América: Estados Unidos, México, Chile, Argentina.
En el mes de julio de 2013, Jarabe de palo se presentó por primera vez ante el público asiático, actuando durante tres noches consecutivas en el prestigioso BLUE NOTE de la ciudad de Tokio, en Japón. En octubre de 2013, volvieron de gira por América presentándose en Colombia, Panamá, Puerto Rico, Venezuela y Perú entre otros. El 18 de febrero de 2014, Jarabe de palo editó Somos, el noveno disco de su carrera y por el cual recibe 3 nominaciones en los Grammy Latinos.
Después de ese disco, en 2015, empezaron la gira Tour Americano 2015, con diferentes conciertos en América (República Dominicana, Ecuador, Estados Unidos, Canadá, Uruguay, Argentina, México, Chile y Puerto Rico) y Europa (España, Suiza, Alemania, Austria e Italia). Sin embargo, el 1 de septiembre de 2015, anunció que le habían operado de un cáncer de colon, por lo que se vio obligado a cancelar los conciertos de la gira programados.
En 2017, se publicó el libro y disco doble 50 palos, coincidiendo con los 50 años de Pau Donés. A la publicación del disco le acompañó una gira por España y Estados Unidos. El disco se publicó en México e Italia, incluyendo las versiones italianas de algunas de las canciones para esta última edición. En 2018, lanzaron Jarabe Filarmónico, recopilación de sus grandes éxitos acompañados por la Orquesta Filarmónica de Costa Rica.
En mayo de 2020, publicaron un nuevo disco titulado Tragas o escupes. El 9 de junio de 2020, falleció Pau Donés debido al cáncer de colon que padecía desde hacía años.
El 2 de diciembre de 2023, la banda realizó un concierto homenaje en el festival Coca Cola Music Hall, con Pedro Capó como vocalista. 
El 13 de diciembre, la banda anuncia su regreso a los escenarios en 2024 en una gira tributo a Pau Donés por 17 ciudades, que contará con la banda original y tres cantantes interpretando los grandes éxitos escritos por el músico. 

## Premios y colaboraciones

### Premios
El grupo ha recibido galardones como 2 Premios de Música, Ondas y nominaciones a los Grammy.
En los Latin Grammy
- Mejor grupo por "Depende",
- Mejor Canción, Mejor grupo Rock y Mejor Álbum Rock por "De Vuelta y Vuelta",
- Mejor Álbum Rock y Mejor video musical por "Bonito",
- Mejor Álbum Rock por "1M2",
- Mejor Álbum Pop por "Adelantando",
- Mejor Álbum Pop y Mejor Ingeniería de Grabación por "Orquesta Reciclando",
- Mejor Álbum Rock por "¿Y ahora qué hacemos?".

En los Grammy Awards
- Mejor Latin Rock Álbum por "Adelantando".
- En 2009 recibió por su álbum "Orquesta Reciclando" el Latin Grammy a la Mejor Ingeniería de grabación.

### Colaboraciones
En el 2001, fue invitado por Luciano Pavarotti a la gala benéfica Pavarotti & Friends for Afganistán en Módena, Italia. En dicha gala cantó junto a Pavarotti y Celia Cruz «Guantanamera», en la despedida junto a todos los invitados el tema de The Beatles «With a Little Help from My Friends» y además su éxito «La Flaca». También ha colaborado con La Vieja Trova Santiaguera, Antonio Vega, Vico C o Celia Cruz (banda sonora de El milagro de P. Tinto).
Pau ha reivindicado a Peret en un disco homenaje, ha compuesto temas para Ricky Martin, también cantó junto a Joaquín Sabina una versión a lo "Sabina" de «La Flaca». Ha protagonizado videoclips, apareció junto a la estrella canadiense Alanis Morissette, en el video musical que corresponde a su canción «Everything» y en otro más junto a la cantante mexicana Julieta Venegas interpretando a dúo «El listón de tu pelo» tema principal de la B.S.O. de la película Asesino en serio.
Para su álbum Somos de 2014, cuenta con las colaboraciones de Gabylonia, La Duende, Leiva y Ximena Sariñana.

## Miembros
- Pau Donés (1995-2020): voz, guitarra eléctrica, guitarra acústica
- Álex Tenas (1995-2020): batería
- Jimmy Jenks Jiménez (2009-2020): saxofón
- Jaime de Burgos (2012-2020): teclados
- Jordi Vericat (2014-2020): bajo
- David Muñoz (2014-2020): guitarra

### Otros miembros
- Jordi Mena (1995-2003): guitarra
- Joan Gené (1995-1997): bajo
- Daniel Forcada (1995-2000)- percusión
- Marià Roch (1998-2001) (2002-2004): bajo
- Quino Béjar (2002-2009)- percusión
- Luis Dulzaides (1999-2001)- percusión
- Charlie Cepeda (2004-2006): guitarra
- Carmen Niño (2005-2014): bajo
- Dani Baraldes (2006-2010): guitarra
- Riki Frouchtman (2011-2014): guitarra
- Toni Saigi (1998-2003)- teclados
- Kyke Serrano (2009): teclados
- Jordi Busquets (2009): guitarra
- Jordi Gas (2001-2002): bajo
- Jordi Rebenaque (2003-2008): teclados
- Jordi Franco (2014): bajo

### Colaboraciones y músicos de sesión
- Guitarra eléctrica: Glenn Nightingale
- Guitarra española: Antonio Martínez, Chicuelo, Diego Cotés
- Teclados: Nigel Roberts, Nicky Brown, Joserra Senperena
- Bajo: Jo Dworniak, Carlos de France, David Mengual
- Batería: Frank Tontoh, Marc Miralta, Pedro Barceló
- Percusión: Danny Cummings, Toni García, Manuel Gómez, Nan Mercader, Topo Gioia, Luis Dulzaides
- Djembe: Matt Kemp
- Armónica: Víctor Uris
- Trompeta: Matthew Simon
- Otros: Ketama, Antonio Vega, Vico C, Celia Cruz, Alberto Álvarez, Elena Andújar, Manuel Soto, Bea Luna, Matthew Simon, Chrissie Hynde, Jorge Drexler, Niccolò Fabi, La Mari, Carlos Tarque, La Shica, Antonio Orozco, Joaquín Sabina, Alejandro Sanz, Micky Fortaleza, Gabylonia, Leiva, El Duende (Montse Moreno), Ximena Sariñana

## Discografía

### Álbumes de estudio
- 1996: La flaca
- 1998: Depende
- 2001: De vuelta y vuelta
- 2003: Bonito
- 2004: 1 m²
- 2007: Adelantando
- 2009: Orquesta reciclando
- 2011: ¿Y ahora qué hacemos?
- 2014: Somos
- 2017: 50 palos
- 2018: Jarabe Filarmónico (con la Orquesta Filarmónica de Costa Rica)
- 2020: Tragas o escupes

### Directos
- 2015: Tour Americano 14-15 (CD/DVD)

### Álbumes recopilatorios
- 2003: ¿Grandes éxitos?
- 2004: Colección "Grandes"
- 2005: Completo Incompleto
- 2006: Edición 10.º aniversario "La Flaca"
- 2017: En la vida conocí mujer igual a La Flaca... 20 años

### Sencillos/EP
- 2012: Como un pintor
- 2020: Eso que tú me das pertenece al último disco de Jarabe de Palo y cuyo videoclip se grabó en la casa de Pau Donés. En el video, se puede ver a su hija Sara, de 16 años, bailando con una máscara puesta.[9]

### Homenajes
- El 10 de junio de 2020, al día siguiente del deceso de Pau Donés el músico español José Riaza devastado por el suceso compone y lanza "Pau, nada me parece bonito".